# 井上章
井上 章（いのうえ あきら、1929年〈昭和4年〉 - 2017年9月30日）は、日本の映画美術監督、造形家。

## 来歴
東京都出身。子供の時に、米国RKOの特撮映画『キング・コング』を観て、夢に見るほど強烈な印象を受ける。しばらくして雑誌で『キング・コング』の紹介があり、スクリーン・プロセスの技法の特集を見て、映画の道を選ぶ。
1945年（昭和20年）、山口県萩中学校（現：山口県立萩高等学校）3年の折に日本の敗戦を経て、旧制山口高校で演劇の舞台装置を志す。1953年（昭和28年）、映画会社大映に入社。大映東京撮影所で、主に下河原友雄の美術助手を務める。1959年（昭和34年）、『氷壁』（増村保造監督）で美術助手。1961年（昭和36年）、美術チーフに昇進。『女は二度生まれる』（川島雄三監督）、『雪の降る街に』（村野鉄太郎監督）などで美術担当。以後、本編・特撮の美術に腕を振るう。1963年（昭和38年）、『嘘』（増村保造監督）で本編美術を担当。
大映では特撮の部門はあくまで本編の引き立たせ役として捉えられ、井上によれば「しいたげられていた」という。このような状況でいつの間にか、井上、築地米三郎、湯浅憲明というトリオができていたという。
1965年（昭和40年）、大映初の怪獣映画『大怪獣ガメラ』（湯浅憲明監督）の特撮美術を担当。八木正夫とともに怪獣「ガメラ」のデザインを行う。以後も「ガメラシリーズ」の美術監督を歴任。この年から、大映テレビでTBSのテレビ番組『東京警備指令 ザ・ガードマン』の美術を担当。1966年（昭和41年）、『大怪獣決闘 ガメラ対バルゴン』（湯浅憲明監督）で特撮美術を担当。怪獣「バルゴン」をデザインする。1967年（昭和42年）、『大怪獣空中戦 ガメラ対ギャオス（湯浅憲明監督）で本編・特撮の美術を担当。怪獣「ギャオス」をデザインする。1969年（昭和44年）、大阪万国博覧会で美術担当。『ガメラ対大悪獣ギロン』（湯浅憲明監督）で本編・特撮の美術を担当。矢野友久とともに怪獣「ギロン」をデザインする。1970年（昭和45年）、『ガメラ対大魔獣ジャイガー』（湯浅憲明監督）で本編・特撮の美術を担当。1971年（昭和46年）、『ガメラ対深海怪獣ジグラ』（湯浅憲明監督）の次回作企画『ガメラ対双頭怪獣W』を湯浅監督と企画するが、大映が倒産して企画は流れる。大映を退社。
1974年（昭和49年）、大映テレビの『夜明けの刑事』（TBS）で本編美術を担当。また、山口百恵の主演ドラマ「赤いシリーズ」も担当。1991年（平成3年）、レーザーディスク『ガメラ永久保存計画』（大映ビデオ）での『ガメラ対双頭怪獣W』の映像化企画に参加。「新怪獣ガラシャープ」をデザイン。
2008年（平成20年）、「平成20年度（第6回）文化庁映画賞」受賞（映画功労部門・美術分野）。
250本以上の映画・テレビの美術に携わる。「日本映画・テレビ美術監督協会」理事を長年務め、その法人化に尽力したほか、「日本映像職能連合」の幹事として諸問題の解決に尽力。晩年は「東京映像芸術学院」や「映画美術スタッフ塾」で後進の育成に努めるなど、活躍を続けていた。

## 人物・エピソード
1965年（昭和40年）の『大怪獣ガメラ』で、大映初の怪獣キャラクター「ガメラ」を、高橋二三のプロットを元に、八木正夫、湯浅憲明、築地米三郎らとアイディアを出し合ってデザイン検討。50枚ほどのデザイン画を描いたという。なかにはムカデのように地面を這う手足の無いものや、テントウムシのような水玉模様のガメラもいたという。資料も何もなく、「結局カメから始まってカメに終わった」と語っている。デザイン画の次には、1尺大の粘土原型を作って検討した。「僕のデザインは頭が大きくなって、バランスが崩れてどんどん悪くなっていった」と語っているが、最終的には映画のぬいぐるみに近いものになったという。
ガメラ映画の怪獣をデザインする際には、生物にこだわったといい、「なにか原型があって、そこから発展させていく」、「自分の中で怪獣の存在に納得しないと駄目」と語っている。ガメラのデザインの際にも、大きな古い亀の骨格図を見て、「亀の怪獣がいてもおかしくないな」と納得してから進めたという。したがって、ガメラの対戦怪獣（バルゴン、ギャオスなど）も生物的なのだと語っている。
デザイン的に大きく飛躍している「ギロン」は、「とにかく凄い怪獣にしようとスタッフで話し合っていて、それで全身を武器にとの発想になった。それで刃物の頭に身体を着けたらギロンができちゃった。もう生物じゃありませんよ、発想が武器から入っているから。だから目に見える武器を持っているのもギロンだけなんです」と語っている。
ガメラの身長は60mだが、これは当時の東京のビル規制（高さ33m）を基準に、井上が「ちょうどビルからガメラの胸が覗くように」と、縮尺を1/33に設定したためである。ガメラのぬいぐるみが2mなので、60mの身長が決まった。同作では東京タワーがガメラに倒されるが、本物は300mあり、1/5になってしまって絵にならないため、わざと縮尺を変えて高さを下げている。
『ガメラ対バルゴン』では、湯浅監督が特撮班に入ったが、A級予算が組まれたにもかかわらず、撮影所では特撮は一段下の扱いを受けた。しかし、湯浅はこれで逆に若い特撮のスタッフが発奮したと語っている。井上もはりきりすぎて、大坂城のセットをディフォルメなしのフルスケールで作ってしまい、セットに入りきれなくなったという失敗談を残している。
井上は映画美術監督としての仕事を振り返り、「普通の劇映画の仕事も多くしてきたはずなんですけど、一番印象に残っているのは『大怪獣ガメラ』だし、一番好きな作品は『ガメラ対ギロン』なんですよ」と語っている。
井上は特撮について、「苦労が大きかったからいつの間にかぼくの大きな部分を占めるようになり、特撮そのものが生きがいになってしまった。きっと特撮が無かったら映画の仕事もここまでやって来られなかっただろう」とし、「特撮は最も映画らしい部分だと思う」と述べている。映画が「レンズを通さない」CG主流となった現在の状況については、「どこか人間らしさの残る特撮であって欲しい。特撮の面白さこそ、映画の持つ面白さの一つなんですから」と語っている。